# Liberty Party (Liberia)
Die Liberty Party (offizielle Abkürzung LP; deutsch Freiheits-Partei) ist eine liberale politische Partei in Liberia. 
Die Liberty Party sendete Kandidaten ins Feld bei den allgemeinen parlamentarischen und präsidentiellen Wahlen von dem 11. Oktober 2005. 
Der Kandidaten der Liberty Party, Charles Brumskine platziert den Umfrage zufolge dritten Platz bei den Präsidentschaftswahlen, und gewann dann schließlich 13,9 % der Stimmen.  
Die Partei gewann bei den Parlamentswahlen insgesamt drei Sitze im liberianischen Senat und neun Sitze in der Abgeordnetenkammer Liberias. 